# Elez Isufi
Elez Isufi vagy Elez Isuf Ndreu (Sllova, 1861 – Peshkopia, 1924. december 17.) albán gerillaharcos, a Zogu-ellenes 1920-as évekbeli fegyveres felkelések egyik vezéralakja.
Cen Elezi (1884–1949) politikus, katonatiszt apja.

## Életútja
Dibra vidékének szülötteként az 1910-es évektől az általa szervezett fegyveres szabadcsapat élén harcolt az Albánia függetlenségét veszélyeztető szerbek ellen. Bajram Curri egyik legfőbb szövetségeseként 1921. augusztus 15-én nagyszabású fegyveres felkelést robbantott ki, hogy Dibra vidékéről végérvényesen elűzze a szerb katonaságot. 1921 decemberéig több-kevesebb sikerrel folytatta hadjáratát. 1922 márciusában csatlakozott a Curri vezette Zogu-ellenes felkeléshez, s fegyvereseivel a dibrai hegyvidéken átkelve rövid időre elfoglalta Tiranát.
A számonkérést elkerülve visszavonult törzsi területeire. 1924-ben fegyvereseivel csatlakozott a Fan Noli vezette júniusi forradalomhoz, s ezzel hozzájárult a Zogu-kormány bukásához, a polgári demokratikus Noli-kormány létrejöttéhez. Ugyanazon év végén azonban kiújultak a harcok a kormány és az időközben jugoszláv katonai segítséget kérő Zogu csapatai között, s maga Isufi is elesett egy jugoszláv alakulattal szemben vívott csata során.